# Magnet Tramway
| Magnet Tramway                                | Magnet Tramway      |
| --------------------------------------------- | ------------------- |
| Mallet-Dampflokomotive von Orenstein & Koppel |                     |
| Ford-Model-T-Draisine                         |                     |
| Streckenlänge:                                | 16 km               |
| Spurweite:                                    | 610 mm (2-Fuß-Spur) |
| Maximale Neigung:                             | 2 ‰                 |
|                                               |                     |

Die Magnet Tramway, auch kürzer Magnet Tram oder The Magnet, war eine sechzehn Kilometer lange Schmalspur-Werksbahn mit einer Spurweite von 610 Millimetern (2 Fuß) im Nordwesten von Tasmanien.  Sie führte von Magnet Junction an der Bahnlinie von Guildford nach Mount Bischoff (Teil der Emu Bay Railway) zur Magnet Mine.

## Geschichte
Die Strecke wurde 1901 gebaut. Das Bauvorhaben wurde von B.F. Waller geleitet, der als Geschäftsführer und verantwortlicher Ingenieur im Januar 1901 die Arbeit aufgenommen hatte. Zuvor war die Trasse vom ehemaligen Bergwerksleiter T. H. Jones grob vermessen worden. Obwohl das Ziel in der Luftlinie nur 6,5 Kilometer von der Umladestelle in Waratah entfernt war, hatte die Strecke wegen des Höhenunterschieds von 183 m (600 Fuß) insgesamt 194 Kurven und eine Länge von sechzehn Kilometern. Die Steigung betrug auf den ersten dreizehn Kilometern (8 Meilen) 2 ‰ (100 Fuß pro Meile) und war anschließend weniger steil. Die leichten Schienenprofile mit einem Metergewicht von 15 kg/m (30 lb pro Yard) wurden auf 22.000 Schwellen, die meist aus Huon-Steineibenholz bestanden, verlegt.
Es wurden unter anderem folgende Schienenfahrzeuge eingesetzt:
- 0-4-4-0T-Mallet-Dampflokomotiven Nr. 1–3 von Orenstein & Koppel[7][6][8]
- Ford-Model-T-Draisine[7]

Als 1941 die Mount Magnet Silver Mine geschlossen wurde, wurden die Gleise und Lokomotiven vom Sägewerksbesitzer R.J. Howard aus Zeehan erworben.